# Neoleria ruficauda
Neoleria ruficauda – gatunek muchówki z rodziny błotniszkowatych i podrodziny Heleomyzinae.
Gatunek ten opisany został w 1847 roku przez Johana Wilhelma Zetterstedta jako Heleomyza ruficauda.
Muchówka o ciele długości od 3,5 do 5,5 mm. Głowa jej wyposażona jest w dwie pary szczecinek orbitalnych o takiej samej długości. Śródplecze ma słabo zaznaczoną, ciemniejszą pręgę. W chetotaksji tułowia występuje jedna para szczecinek sternopleuralnych oraz jedna para szczecinek śródplecowych, leżąca przed szwem poprzecznym. Przedpiersie jest nagie. Tylno-górne kąty mezopleurów zaopatrzone są w szczecinki. Kolce na żyłce kostalnej skrzydła są dłuższe niż owłosienie. Środkowa para odnóży ma na brzusznej stronie goleni ostrogi. Tylna para odnóży samca nie ma na grzbietowej powierzchni szczecinkę przedwierzchołkową. Narządy rozrodcze samca charakteryzują: płytka metafalliczna o spiczastym szczycie, nieco szersze od wyrostka epandrium i znacznie dłuższe niż przysadki odwłokowe endyty oraz nie krótsze od przysadek, sięgające krawędzi epandrium gonity o spiczastych wierzchołkach.
Owad znany z Hiszpanii, Irlandii, Wielkiej Brytanii, Belgii, Niemiec, Szwajcarii, Austrii, Włoch, Danii, Szwecji, Norwegii, Finlandii, Polski, Czech, Słowacji, Węgier, Ukrainy, Rumunii i europejskiej części Rosji.